# غرايم برادلي
غرايم برادلي (بالإنجليزية: Graeme Bradley)‏ هو لاعب دوري الرغبي أسترالي، ولد في 20 مارس 1964 في Oatley, New South Wales ‏ في أستراليا.